# Wahpeton

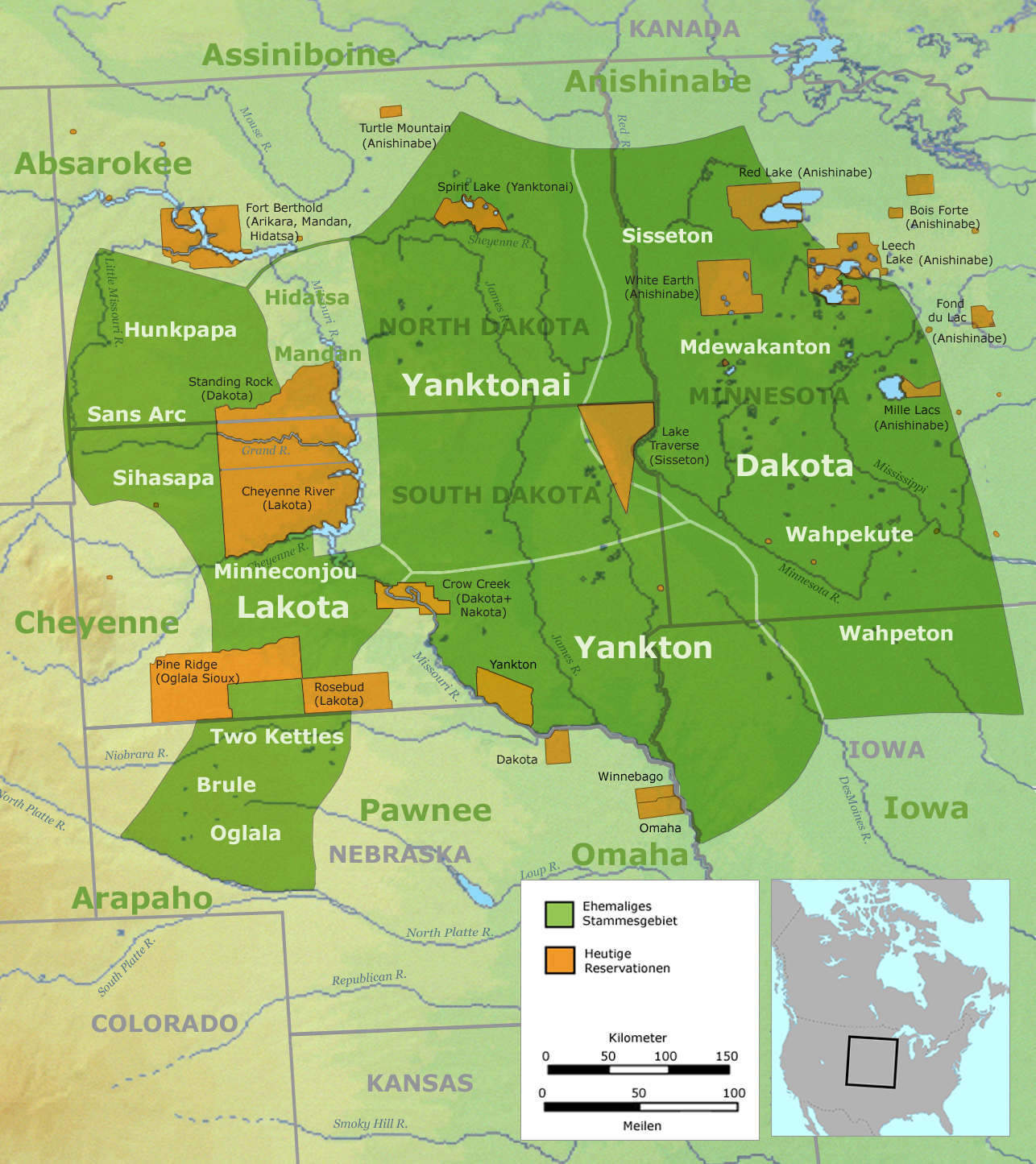
Ehemalige Stammesgebiete der Sioux-Gruppen: der Östlichen Dakota (inklusive der Wahpeton), der benachbarten Westlichen Dakota (Yanktonai und Yankton) sowie Lakota-Stämme und heutige Reservationen

Die Wahpeton oder Waȟpéthuŋwaŋ (‘Dwellers Among the Leaves’) sind einer der vier Otonwepi (Untergruppen) der Östlichen Dakota, der östlichen Dialekt- und Stammesgruppe der Sioux aus der Sioux-Sprachfamilie.
Man vermutet, dass die Mdewakanton / Mdewakaŋtoŋwaŋ / Bdéwákhathuŋwaŋ die Ursprungsgruppe bildeten, von der sich die anderen drei Östlichen Dakhóta-Gruppen (Otonwepi), die Sisseton / Sisíthuŋwaŋ, die Wahpeton / Waȟpéthuŋwaŋ sowie die Wahpekute / Waȟpékhute, irgendwann getrennt haben. Einst wurden nur die Mdewakanton und später die eng verwandten und verbündeten Wahpekute als „Santee“ bezeichnet, später übertrug man diese Bezeichnung auf alle Otonwepi (Untergruppen) der Östlichen Dakhóta, so dass man heute unter „Santee“ meist die ganze Stammesgruppe versteht. Dies verdeutlicht nochmals ihre große Bedeutung innerhalb der Östlichen Dakhóta; zudem waren wie bereits erwähnt die Mdewakanton innerhalb der Očhéthi Šakówiŋ („Sieben Ratsfeuer der Sioux“) die führende Otonwe / Tȟuŋwaŋ.
In der Literatur sowie Fachliteratur wurden (werden) die „Östliche Dakhóta“ oftmals auch als Santee-Sisseton oder einfach als Santee-Dakota bzw. Santee-Sioux bezeichnet.
Die „Östliche Dakhóta“ sind hierbei jedoch von dem östlichen Sioux-Stamm der Santee (auch: Zantee, Seretee, Seratee, Sattee), die einst entlang des Mittellaufs des gleichnamigen Santee Rivers in South Carolina lebten, zu unterscheiden.
Während Dakhótiyapi (Santee-Sisseton) und Lakȟótiyapi heute noch von vielen Sioux gesprochen wird, ist die Dialektvariante des Dakȟótiyapi (Yankton-Yanktonai) nahezu ausgestorben.

## Očhéthi Šakówiŋ oder die Sieben Ratsfeuer der Sioux
Die Sioux bildeten eine lose Allianz von drei regionalen Dialekt- und Stammesgruppen, die sie Oceti Sakowin oder Očhéthi Šakówiŋ („Das Feuer der sieben Stämme“, „Die sieben Ratsfeuer“) nannten, da sie aus sieben Otonwepi (bluts- sowie sprachverwandte Untergruppen; Singular: Otonwe bzw. Tȟuŋwaŋ) bestanden. Zu den Očhéthi Šakówiŋ gehörten (von Ost nach West) die vier Otonwepi der Östlichen Dakota (Mdewakanton, Wahpekute, Sisseton und Wahpeton), die zwei Otonwepi der Westlichen Dakota (Yankton und Yanktonai) sowie als größte Otonwe/Tȟuŋwaŋ die Lakota/Teton selbst:
1. (Östliche) Dakota oder Dakhóta (auch: Santee-Sisseton oder Santee)
- Santee (Isáŋyathi – ‘Knife Makers’) oder „Upper Council of the Dakota“, „Upper Sioux“
  - Mdewakanton oder Mdewakaŋtoŋwaŋ / Bdéwákhathuŋwaŋ (‘Dwellers of the Spirit Lake/Sacred Lake’ – „Bewohner/Volk des/am Bdé Waḳaŋ / Mde Waḳaŋ, d. h. Mille Lacs Lake“)
  - Wahpekute oder Waȟpékhute (‘Shooters Among the Trees’ – „Schützen im Laubwald“, nomadisierende Gruppe, daher fehlt der Namenszusatz Tȟuŋwaŋ bzw. Othúwahe – „Dorf“ oder „Siedler“)
- Sisseton oder „Lower Council of the Dakota“, „Lower Sioux“
  - Sisseton oder Sisíthuŋwaŋ (‘Dwellers in the Swamps’, ‘Fish Ground Dwellers’, ‘Marsh Dwellers’, ‘People of the Marsh’)
  - Wahpeton oder Waȟpéthuŋwaŋ (‘Dwellers Among the Leaves’)

2. Westliche Dakota oder Dakȟóta (auch: Yankton-Yanktonai), früher fälschlich als Nakota bezeichnet (dem Autonym der feindlichen Stoney und Assiniboine)
- Yankton oder Iháŋktȟuŋwaŋ (‚People of the End [of the Village]‘, ‚Village at the End‘)
- Yanktonai oder Iháŋktȟuŋwaŋna (‚People of the End [of the Little Village]‘, ‚Little Dwellers at the End‘, ‚Little Village at the End‘)

3. Lakota oder Thítȟuŋwaŋ / Teton („Bewohner der Prairie, d. h. der Ebenen“)
Die Mdewakanton waren bis zum Aufstand der Östlichen Dakota 1862 in Minnesota die führende Otonwe / Tȟuŋwaŋ der Očhéthi Šakówiŋ, mussten aber als Folge der Niederlage, bei der sie große Verluste an Menschen und Kampfkraft erlitten, ihre Stellung innerhalb der Allianz an die größte Óšpaye/Oyate (Stamm) der Lakota, den Oglala, abtreten.
Ursprünglich zählten die Assiniboine (und deren enge Verwandte, die Stoney) ebenfalls zu den Sioux-Völkern, hatten sich jedoch bereits Mitte des 17. Jahrhunderts mit den zahlreicheren Woodland und Plains Cree verbündetet und eine starke Handels- und Militärallianz gegründet, die bald als Cree-Assiniboine bzw. Cree-Konföderation oder Iron Confederacy („Eiseren Konföderation“) bezeichnet wurde, die verbündeten Stämme bezeichneten diese Allianz nach den zwei dominierenden Völkern einfach als Nehiyaw-Pwat (in Cree: Nehiyaw – „Cree“ und Pwat oder Pwat-sak – „Sioux (Feinde)“). Bereits im 17. Jahrhundert berichteten die europäischen Händler und Reisenden, dass die Assiniboine als Zweitsprache das Cree nutzen – viele Cree Bands sprachen ebenfalls Assiniboine. Als mächtige Zwischenhändler im Pelzhandel gelangten diese daher auch an europäische Waffen und diese bessere Waffenausrüstung gestattete der Cree-Assiniboine-Konföderation die Expansion nach Westen, Süden und Norden, wobei sie militärisch gegen die Chipewyan im Norden und die Dakota im Süden (1670–1700) vorgingen. Spätestens als Anfang des 18. Jahrhunderts sich west- und südwestwärts gezogenen Bands der Manitoba Saulteaux/Westliche Saulteaux (Plains Ojibwe) (Erzfeinde der Sioux-Völker) der Cree-Assiniboine-Konföderation anschlossen und nun gemeinsam gegen benachbarte Stämme vorgingen, betrachteten die Sioux (Östliche Dakota, Westliche Dakota und Lakota) die Assiniboine und Stoney nicht mehr zu den Očhéthi Šakówiŋ / Oceti Sakowin zugehörig – da diese nun zu ihren Feinden zählten, wurden sie einfach als Hohe („Rebellen“) bezeichnet.

## Stämme und Bands der Wahpeton
Wie bereits erwähnt, bildeten die Wahpeton (Waȟpéthuŋwaŋ) zusammen mit drei weiteren Otonwepi (bluts- sowie sprachverwandte Untergruppen; Singular: Otonwe bzw. Tȟuŋwaŋ) – den Sisseton (Sisíthuŋwaŋ), Wahpeton (Waȟpéthuŋwaŋ), den Mdewakanton (Mdewakaŋtoŋwaŋ) und den Wahpekute (Waȟpékhute) zusammen die Östlichen Dakhóta.
Ebenso wie die „Očhéthi Šakówiŋ (Sieben Ratsfeuer der Sioux)“ unterteilten sich die Wahpeton selbst wiederum in sieben Óšpayepi oder Oyate (Singular: Óšpaye, Stämme), die wiederum in zahlreiche separate Thiyóšpaye (Bands) aufgeteilt waren. Jede Thiyóšpaye wurde durch einen eigenen Ithacha / Itháŋčhaŋ (Häuptling) und einen diesen beratenden Stammesrat – bestehend aus den Anführern der Okhódakichiye (Krieger- bzw. Militärgesellschaften), den Akíčhita/Akichita (wörtlich: „Krieger, Soldat“, fungierten als Lagerpolizei) sowie zudem Waphíya wičhášta (Heiliger Mann, in der Funktion eines Priesters) und Phežúta Wičhášta (Heiler oder Geistheiler). Daneben gab es auch noch den Kriegshäuptling, der die Krieger im Krieg anführte. Die einzelnen Bands (meist ca. 50 bis zu 100 Personen) wiederum unterteilten sich nochmals in mehrere Wicoti (Lokalgruppen) (englisch local bands), die sich aus einer bzw. mehreren Großfamilien (englisch extended families) zusammensetzten und gemeinsam ein Wichóthipi (Lager (Camp)) bildeten; somit waren deren Angehörige durch Blut, Heirat und Adoption miteinander verbunden. Die kleinste organisatorische Einheit bildete die Thiwáhe/Tiwahe (Kernfamilie), die meist ein Thípi („Behausung“, mit dem Begriff wurde sowohl das Erdhaus als auch das Tipi bezeichnet) oder zwei benachbarte Tipis bewohnte und somit einen gemeinsamen Tiohnake (Haushalt) bildete.
Manchmal werden jedoch die hier als „Otonwepi“ bezeichneten vier Gruppen der Östlichen Dakhóta innerhalb der Očhéthi Šakówiŋ („Sieben Ratsfeuer der Sioux“ – bestehend aus sieben Otonwepi) nicht als Otonwepi (Untergruppen), sondern als Óšpayepi/Oyate betrachtet (im Sinne von Bands begriffen; im Unterschied zum Otonwepi-Konzept, das unter dieser Bezeichnung Stämme versteht), die nach dieser Auffassung mehrere Thiyóšpaye (Großfamilien; im Unterschied zum Otonwepi-Konzept, das unter dieser Bezeichnung Bands versteht) umfassten, die sich wiederum aus zahlreichen Thiwáhe/Tiwahe (Kernfamilien) zusammensetzten. Im Otonwepi-Konzept ist die Thiyóšpaye hingegen eine Band, die sich wiederum in mehrere Wicoti (Lokalgruppen – bestehend aus einer bzw. mehrerer Großfamilien) unterteilt, wobei die kleinste soziale Einheit die Thiwáhe/Tiwahe (Kernfamilie) bildet.
Ich folge bei der Listung dem Otonwepi-Konzept (d. h. die hier als Óšpayepi / Oyate von mir gelisteten Gruppen werden lt. anderer Auffassung als Thiyóšpaye (Band) betrachtet):
1. Inyan ceyaka atonwan / Inyanceyaka Atonwan (‘Village at the Rapids’)
2. Takapsicaotonwan / Takapsintonwanna (‘Those who dwell at the Shinny-ground’, ‘Those who dwell at the Shinny (a game) ground’)
3. Wiyaka otina / WiYoakaotina(‘Dwellers on the Sand’)
4. Otehi otonwe / Otehiatonwan (‘Village on the Thicket’, ‘Dwellers in the thickets’)
5. Wita otina / Witaotina (‘Dwellers in the Island’, ‘Island dwellers’)
6. Wakpa otonwe / Wakpa Atonwan (‘Village on the River’, ‘Village at the River’)
7. Can Kaga otina / Cankagaotina (‘Dwellers in Log’, ‘Log house dwellers’)

## Kultur und Lebensweise

### Traditionelle Stammesgebiete
Ursprünglich lebten sie gemeinsam mit den übrigen Sioux-Stämmen im Gebiet westlich der Großen Seen im heutigen Minnesota (in Dakhótiyapi (Santee-Sisseton): Mini Sota Makoce – ‘Land of Clouded Water’ – ‘Land des wolkigen, rauchenden Wassers’, sprich: Mi-NEE-SHO-tah-mah-KO-chay) lag. in der Gegend des Leech Lake, Mille Lacs Lake (in Dakhótiyapi (Santee-Sisseton): Mde wakan – ‘Spirit Lake’, dt. ‘Geistersee’) und dem oberen Mississippi River, wurden aber später zwischen 1700 und 1750 von der feindlichen Pillager Band (in Anishinaabemowin (Chippewa): Makandwewininiwag – ‘Pillaging Men’ – ‘Plündernde Krieger’) der Anishinabe (Chippewa oder Ojibwe) nach Süden und Westen verdrängt. Auf der Wanderung in ihre neuen Jagdgründe teilten sie sich im Laufe der Zeit in drei große Dialekt- und Stammesgruppen – die Dakota (Östlichen Dakota), die Westlichen Dakota (Mittleren Dakota) und die Lakota – die sich auch teilweise in ihrer Kultur und Lebensweise unterschieden. Sich selbst nannten sie je nach Dialekt Lakota (Teton-Lakota), Dakȟóta (Westliche Dakota) oder Dakhóta (Dakota, Östliche Dakota), das ‘Verbündete’ oder ‘Alliierte’ bedeutet.
Der Name Sioux ist eine Verkürzung des französischen Namens Nadouessioux, der aus der Algonkinsprache stammt und Kleine Schlangen bedeutet. Das heißt sinngemäß Feinde zweiter Ordnung, zur Unterscheidung von den Hauptfeinden der Algonkin, den Irokesen.

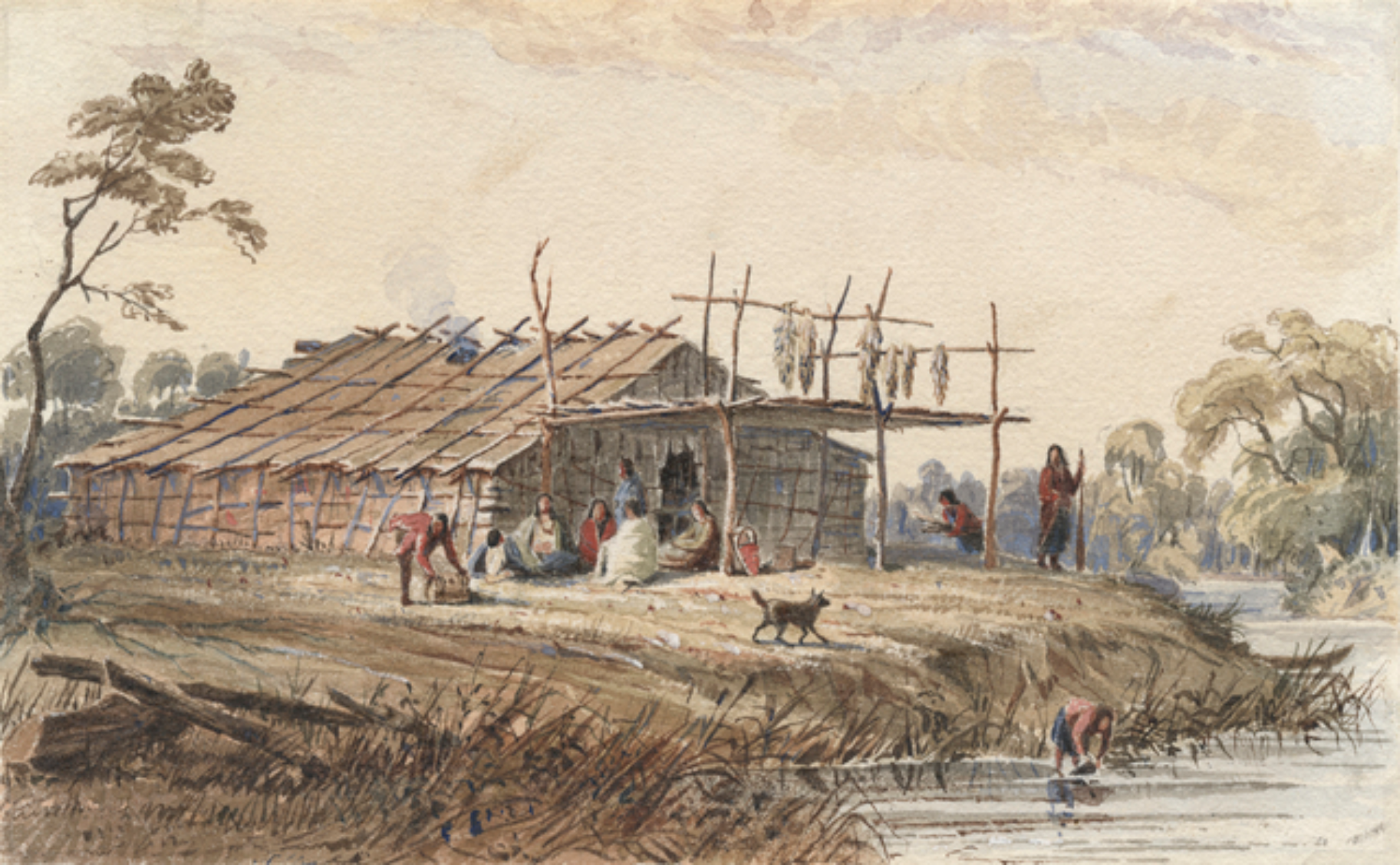
Ständiger Wohnsitz Sioux, 1846

### Vertreibung durch die Anishinabe
Nach einer erneuten großen Niederlage der Östlichen Dakota im Jahr 1790 in der Schlacht von Kathio unterwarfen sich viele Dakota-Gruppen der Pillager Band und integrierten sich innerhalb deren Totem-System – heute betrachten sich deren Nachkommen als Anishinabe (Chippewa). Die Mehrheit der Östlichen Dakota-Gruppen jedoch zog immer weiter west- und südwärts und wurden oftmals Verbündete der ihnen in Waffen und Anzahl überlegenen Pillager Band in deren Kampf gegen die noch Widerstand leistenden Yanktonai und Yankton.
Während die Lakota- und Nakota-Stämme später weiter nach Westen zogen, blieben die Dakota – jetzt oftmals Verbündete gegen ihre Stammesverwandten im Westen – in Minnesota und den angrenzenden Staaten.

### Neue Stammesgebiete
Die neuen Stammesgebiete der Wahpeton erstreckten sich nun vom Minnesota River im Süden Minnesotas im Norden bis südwärts ins nördliche Iowa sowie im Südwesten bis zum Des Moines River.
Laut Lewis und Clark (1804) lebten sie entlang des Minnesota River oberhalb dessen Mündung und beanspruchten alles Land bis zur Mündung des Chippewa River, dann nordostwärts bis zum Crow Wing River (in Anishinaabemowin (Chippewa): Gaagaagiwigwani-ziibi – ‘Fluss der Rabenfeder’), dem Grenzfluss zwischen den Dakota und den feindlichen Anishinabe. Nach Pike (1806) jagten sie entlang des Minnesota River, ostwärts bis zum Mississippi sowie entlang des Rum River (in Dakhótiyapi (Santee-Sisseton): Wakpa waḳaŋ – ‘Spirit(ual)/Mystic River’ – ‘Geister-Fluss’) und zogen manchmal zur Bisonjagd auf die Great Plains im Westen. Langsam wanderten sie den Minnesota River aufwärts, so dass sie 1849 nördlich und westlich der Wahpekute lebten – mit Siedlungen weit flussaufwärts bis zu dessen Quelle. Eines ihrer Hauptdörfer befand sich in der Gegend des heutigen Lac qui Parle River, in dessen Nähe 1835 eine katholische Mission errichtet wurde.

### Übernahme der Plainskultur
Die Wahpeton übernahmen im Laufe des 18. Jahrhunderts Teile der Plainskultur, lebten zeitweilig im Tipi und jagten den Bison. In der übrigen Zeit bauten sie Mais, Bohnen und Squash an und lebten in rechteckigen Rindenhäusern, die so geräumig waren, dass vier Familien darin wohnen konnten. Das Sommerhaus wurde Tipitonka genannt und hatte ein Giebeldach, während das Winterhaus ein gewölbtes Dach besaß und mit Erde als Wärmedämmung bedeckt wurde. Im Inneren befanden sich niedrige Plattformen zum Sitzen und Schlafen. Diese waren etwa 1,50 m breit, 75 cm über dem Boden und liefen rund um das Haus an den Wänden entlang. Vor dem Haus befand sich ebenfalls eine Plattform von etwa 2,40 mal 3,00 m Größe auf Pfosten, die zum Trocknen von Mais und Gemüse diente. Wenn es im Sommer sehr heiß war, wurde sie auch zum Schlafen genutzt. Man vermutet, dass ein derartiges Haus eine Lebensdauer von etwa 7 bis 8 Jahren hatte.

## Demografie
Um 1835 zählte der Stamm etwa 1.500 Angehörige. Im Winter 1837/1838 suchte eine Pockenepidemie die gesamte Region heim, an der auch viele Sioux starben. Einige Wahpeton beteiligten sich 1862 im Sioux-Aufstand in Minnesota. Im Jahr 1867 wurden die Wahpeton gemeinsam mit den Sisseton in die Lake Traverse Reservation umgesiedelt. Seit dieser Zeit gibt es nur noch Bevölkerungszahlen, die beide Stämme einschließen. 1909 wurden 1.916 Stammesangehörige ermittelt und die Volkszählung 2000 ergab 5.115 Sisseton-Wahpeton.

## Heutige Stämme und First Nations der Wahpeton

### Stämme in den USA
Die Wahpeton sind heute in folgenden fünf auf Bundesebene anerkannten Stämmen (federally recognized tribes) organisiert und eingeschrieben:
Vereinigte Staaten – North Dakota
- Spirit Lake Tribe (Mni Wakan Oyate)[12] (die Spirit Lake Reservation (vormals: Devil's Lake Reservation), umfasst ca. 1.049 km², das größte Gewässer ist der Devils Lake, mit ca. 900 km² der größte Natursee des Staates, der sich über 320 km erstreckt, bedeutendster Fluss ist der Sheyenne River, der das Reservat auf ca. 80 km durchfließt und im Süden begrenzt. Verwaltungssitz: Fort Totten, North Dakota, Stammesgruppen: Dakota, Nakota, Stämme: Dakota: Sisseton (Sisituwan), Wahpeton und andere Gruppen. Yanktonai: Cutheads (Pabaksa, Paksa oder Natakaksa) der Upper Yanktonai (Ihanktonwana), Stammesmitglieder gesamt (Weiße und Indianer): 6.748, hiervon leben 4.238, darunter 3.587 Sioux, im Reservat)

Vereinigte Staaten – South Dakota
- Sisseton-Wahpeton Oyate of the Lake Traverse Reservation[13] (die Lake Traverse Reservation liegt im NO von South Dakota sowie einem kleinen Streifen im SW von North Dakota. Verwaltungssitz: Agency Village, nahe Sisseton, South Dakota, Stammesgruppe: Dakota, Stämme: Sisseton, Wahpeton, Stammesmitglieder gesamt (Weiße und Indianer): 66.020 (davon 9.958 Sioux), hiervon leben 10.922, darunter 4.393 Sioux, im Reservat)
- Flandreau Santee Sioux Tribe[14] (die Flandreau Indian Reservation mit Verwaltungssitz Flandreau, South Dakota, umfasst ca. 10,11 km² Land entlang des Big Sioux River, Moody County, auf der Hochebene namens Coteau des Prairies im Südosten von South Dakota, Stammesgruppe: Dakota, Stämme: Mdewakanton, Wahpekute, Wahpeton, Stammesmitglieder gesamt (Weiße und Indianer): 6.904 (davon 1.401 Sioux), hiervon leben 418, darunter 371 Sioux, im Reservat)

Vereinigte Staaten – Minnesota
- Upper Sioux Community – Pejuhutazizi Oyate[15] (die heutige Bezeichnung als Upper Sioux rührt daher, dass die Sisseton und Wahpeton zusammen als upper bands der Dakota bezeichnet wurden, die Upper Sioux Indian Reservation (Pejuhutazizi Kapi – ‘The place where they dig for yellow medicine’) mit Verwaltungssitz ca. 8 km südlich von Granite Falls umfasst ca. 5,82 km² Fläche im Südwesten von Minnesota, Stammesgruppe: Dakota, Stämme: Sisseton, Wahpeton, Mdewakanton, Stammesmitglieder gesamt: 350, davon leben ca. 200 im Reservat)[16]

Vereinigte Staaten – Montana
- Fort Peck Assiniboine & Sioux Tribes[17] (die Fort Peck Indian Reservation mit Verwaltungssitz in Poplar erstreckt sich im Nordosten Montanas nördlich des Missouri Rivers von West nach Ost ca. 180 km und von Süden nach Norden ca. 65 km und umfasst ca. 8.290 km², Stammesgruppen: Lakota, Dakota, Nakota, Stämme: Hunkpapa, Cutheads (Pabaksa, Paksa oder Natakaksa) der Upper Yanktonai (‘Ihanktonwana’), Sisseton, Wahpeton sowie folgende Gruppen der Assiniboine: Hudesabina (‘Red Bottom’), Wadopabina (‘Canoe Paddler’), Wadopahnatonwan (‘Canoe Paddlerrs Who Live on the Prairie’), Sahiyaiyeskabi (‘Plains Cree-Speakers’), Inyantonwanbina (‘Stone People’) und die Fat Horse Band[18], von den ca. 11.786 Stammesmitgliedern leben rund 6.000 auf der Reservation)

### First Nations in Kanada
Die Nachkommen der Wahpeton sind heute Stammesmitglieder in sieben First Nations (manchmal auch Bands genannt) in den Prärieprovinzen Manitoba und Saskatchewan in Kanada:
Kanada – Manitoba
Independent First Nations
- Canupawakpa First Nation[19] (auch Canupawakpa Dakota Nation, die First Nation lebt ca. 72 km südwestlich von Brandon, ca. 27 km südlich von Virden, Manitoba sowie 6 km nördlich von Pipestone, Manitoba, dem Verwaltungssitz. Die Stammesmitglieder haben ihre Sprache beibehalten und ihre Kultur bewahrt. Stammesgruppen: Dakota, Nakota, Stämme: Wahpekute, Wahpeton, Yanktonai, Reservate: Canupawakpa Dakota First Nation, Fishing Station #62A, Oak Lake #59A, ca. 11,53 km², von den 661 Stammesmitgliedern leben 298 auf den Reservationen)
- Dakota Plains First Nation (auch Dakota Plains Wahpeton First Nation, Verwaltungssitz ist Portage la Prairie, ca. 70 km westlich von Winnipeg am Assiniboine River nahe dem Lake Manitoba, das größte Reservat #6A befindet sich ca. 30 km südwestlich von Portage la Prairie und 104 km südwestlich von Winnipeg, 1972 teilte sich die Siedlung Sioux Village nahe Portage La Prairie in zwei First Nations – die Dakota Tipi First Nation, nahe Portage La Prairie und Dakota Plains First Nation, welche an die Long Plain First Nation grenzt, Stammesgruppe: Dakota, Stämme: Wahpeton, Sisseton, Reservat: Dakota Plains #6A, ca. 5,30 km², von den 260 Stammesmitgliedern leben 163 auf der Reservation)
- Dakota Tipi First Nation[20] (1972 teilte sich die Siedlung Sioux Village nahe Portage La Prairie in zwei First Nations – die Dakota Tipi First Nation, nahe Portage La Prairie, ca. 80 km westlich von Winnipeg, und Dakota Plains First Nation, welche an die Long Plain First Nation grenzt, die Stammesmitglieder sprechen Dakota, jedoch die meisten bevorzugen Canadian English, Stammesgruppe: Dakota, Stamm: Wahpeton, Reservat: Dakota Tipi #1, ca. 0,59 km²)
- Sioux Valley Dakota First Nation[21] (vormals: Oak River Sioux Band, für die heutige First Nation wurde 1873 unter der Führung von Wambdiska (Dolmetscher), Tahampagda (Rattling Moccasins) und dem Häuptling Taninyanhdinazin (Came into sight) 43 km nordwestlich von Brandon, Manitoba, das Oak River Reserve (‘Wipazoka Wakpa’, später Sioux Valley Dakota Nation genannt) errichtet, Verwaltungssitz ist Griswold, Manitoba, Stammesgruppe: Dakota, Stämme: Sisseton, Wahpeton, sowie einige Mdewakanton und Wahpekute, Reservate: Fishing Station #62A, Sioux Valley Dakota Nation, ca. 42,01 km², von den 2.434 Stammesmitgliedern leben 1.368 auf der Reservation)

Kanada – Saskatchewan
File Hills Qu'Appelle Tribal Council
- Standing Buffalo Dakota First Nation[23] (benannt nach Häuptling Tatankanaje (Standing Buffalo), der zusammen mit Häuptling Wapahska (Whitecap), nach dem Sioux-Aufstand von 1862 in Minnesota nach Norden in die Plains von Kanada floh, liegt das Reservat der First Nation ca. 8 km nordwestlich von Fort Qu'Appelle im Süden von Saskatchewan, Verwaltungssitz ist Fort Qu'Appelle, Stammesgruppe: Dakota, Stämme: Sisseton, Wahpeton, einige Wahpekute, Reservat: Standing Buffalo #78, ca. 22,46 km², von den 1.212 Stammesmitgliedern leben 444 auf der Reservation)

Saskatoon Tribal Council
- Whitecap Dakota First Nation#94[25] (vormals: Moose Woods Sioux Band, Häuptling Wapahska (Whitecap) floh zusammen mit Häuptling Tatankanaje (Standing Buffalo) nach dem Sioux-Aufstand von 1862 nach Norden in die Plains von Kanada, Ende der 1860er jagte diese Stammesgruppe vom heutigen Saskatoon am South Saskatchewan River nordwestlich bis zum North Saskatchewan River sowie westwärts bis zu den Cypress Hills in Alberta, traditionellen Stammesgebieten ihrer vormaligen Feinde – der Plains Assiniboine und Plains Cree, das heutige Reservat Whitecap #94 liegt 29 km südlich von Saskatoon entlang des Chief Whitecap Trail (Hwy 219), im Westen wird es durch den South Saskatchewan River und im Osten durch die Dundurn Militärbasis (CFAD Dundurn) begrenzt, Verwaltungssitz ist Whitecap, Saskatchewan, Stammesgruppe: Dakota, Stämme: Wahpeton, Sisseton, Reservat: Whitecap #94, ca. 18,95 km², von den 600 Stammesmitgliedern leben 283 auf der Reservation)

Prince Albert Grand Council (PAGC)
- Wahpeton Dakota First Nation (vormals: Round Plain Sioux Band, die Vorfahren der heutigen First Nation jagten im kanadisch-amerikanischen Grenzgebiet, bevor sie unter Häuptling Hupa-yaktao 1878 ins Gebiet rund ums heutige Prince Albert am North Saskatchewan River zogen, die beiden Reservate liegen ca. 15 km nordwestlich von Prince Albert, Saskatchewan, Stammesgruppen: Dakota, Westliche Saulteaux, Stämme: Wahpeton, Saulteaux (eine Gruppe der Anishinabe), Reservate: Wahpaton #94A, #94B, ca. 15,47 km², von den 489 Stammesmitgliedern leben 294 auf den Reservationen)

Zudem gibt es wahrscheinlich auch Nachkommen von einigen Wahpeton unter den White Bear First Nations, die zumeist aus Angehörigen der Cree, Westlichen Saulteaux, Assiniboine (Nakota) und Dakota bestehen.